# Gianluigi Buffon
Gianluigi Buffon, född 28 januari 1978 i Carrara, är en italiensk före detta fotbollsspelare (målvakt). Han är med 176 landskamper Italiens meste landslagsman genom tiderna. Han har blivit utsedd till Serie A:s bästa målvakt tolv gånger, världens bästa målvakt fem gånger, och kom med i Fifas All Star Team efter att ha vunnit VM med Italien 2006. I april 2020 övertog Buffon Paolo Maldinis rekord som den spelare med flest Serie A-matcher genom tiderna med 653 stycken.

## Klubbkarriär

### Parma
Gianluigi Buffon debuterade i Parma AC som 17-åring i Serie A mot AC Milan 1995. I matchen höll han nollan mot spelare som George Weah och Roberto Baggio vilket skapade stora rubriker dagen efter. Han gjorde 168 matcher för sin moderklubb, där han bland annat vann Uefacupen, italienska Supercupen samt Italienska cupen.

### Juventus
Buffon spelade alla matcher för Parma säsongen 2000/2001 innan Juventus köpte honom för dryga 450 miljoner kronor, världens högsta transfersumma för en målvakt fram tills 2018 när Liverpool köpte Alisson Becker. Han debuterade för Juventus i en match mot Venezia den 26 augusti 2001, och höll nollan i sina tre första matcher. I Juventus blev Buffon under tränaren Marcello Lippi italiensk mästare 2002 och 2003 och nådde final i Champions League 2003, 2015 och 2017. Han stannade kvar i Juventus även efter att klubben tvångsdegraderats till Serie B 2007, och var med om att direkt föra upp klubben i Serie A igen 2008.
Inför säsongen 2011/2012 blev Buffon lagkapten i Juventus, efter att Alessandro Del Piero lämnat klubben. Han var med och vann sju raka Serie A-titlar med Juventus mellan 2012 och 2018, varav klubben under de fyra sista säsongerna även vann Coppa Italia. Efter att säsongen 2017/2018 avslutats meddelade Buffon att han efter 17 år med Juventus lämnade klubben.

### Paris Saint-Germain
Den 6 juli 2018 skrev den 40-årige Buffon på ett årslångt kontrakt med den franska klubben Paris Saint-Germain, med option på förlängning i ytterligare ett år.

### Återkomst i Juventus
Den 4 juli 2019 återvände Buffon till Juventus, där han skrev på ett ettårskontrakt. Den 29 juni 2020 förlängdes kontraktet med ytterligare ett år.

### Återkomst i Parma
Den 17 juni 2021 blev Buffon klar för en återkomst till Parma.
Den 2 augusti 2023 meddelade Buffon via sociala medier att han avslutar karriären.

## Internationell karriär
Buffon spelade i U21-landslaget och debuterade för A-landslaget 1997. Han togs ut till VM-truppen 1998 som reserv bakom Gianluca Pagliuca och Angelo Peruzzi. Han tog sedan över som förstemålvakt i landslaget men skadade sig strax före EM 2000 och missade turneringen, där Italien tog silver. Han spelade VM även åren 2002, 2006, 2010 och 2014. År 2006 var han med och vann VM med det italienska landslaget efter finalseger mot Frankrike. Buffon mottog priset som turneringens bästa målvakt. I EM-sammanhang är det bästa resultatet Italiens finalplats 2012. Buffon har även spelat EM 2004, 2008 och 2016 för Italien.
Buffon blev 2013 den spelare som gjort flest landskamper för italienska landslaget. Den 13 november 2017, efter att Italien förlorat playoffmötet till VM 2018 mot Sverige med 1–0 över två matcher, meddelade Buffon att han slutade i landslaget. Trots beskedet återvände han för att spela en träningsmatch mot Argentina i mars 2018, men tackade därefter nej till fortsatt medverkan.

## Meriter

### Italienska landslaget
- VM 1998
- VM 2002
- EM 2004
- VM 2006 (guld)
- EM 2008
- Fifa Confederations Cup 2009
- VM 2010
- EM 2012 (silver)
- Fifa Confederations Cup 2013 (brons)
- VM 2014
- EM 2016

### Klubbfotboll
- Uefacupen: 1998/1999
- Serie A: 2001/2002, 2002/2003, 2011/2012, 2012/2013, 2013/2014, 2014/2015, 2015/2016, 2016/2017, 2017/2018, 2019/2020
- Serie B: 2006/2007
- Italienska cupen: 1997/1998, 1998/1999, 2014/2015, 2015/2016, 2016/2017
- Italienska supercupen: 1999, 2002, 2003, 2012, 2013, 2020
- Världens bästa målvakt: 2003, 2004, 2006, 2007, 2017
- Fifa World XI Team 2006, 2017 (Fifas Världslag)
- Ligue 1: 2018/2019